# Altman Kellner
Altman Kellner (weltlicher Vorname: Otto; * 18. November 1902 in Vöcklabruck; † 27. März 1981 in Wels) war ein österreichischer Benediktiner, Musikwissenschaftler sowie Regens Chori im Stift Kremsmünster.

## Leben
Otto Kellner war von 1913 bis 1921 Museaner am Stiftsgymnasium Kremsmünster. Er trat in den Orden ein und nahm den Ordensnamen Altman an (nach Altmann von Passau). Seine Profess erfolgte am 23. August 1922. Altman studierte von 1922 bis 1926 am Päpstlichen Athenaeum Sant’Anselmo in Rom und wurde 1926 in Vöcklabruck zum Priester geweiht. Anschließend kam er als Katechet ins Stift Kremsmünster; für zwei Jahre wirkte er dann als Aushilfspriester in Kematen, Vorchdorf und Ried im Traunkreis. Ab 1928 war er für zwei Jahre Student an der Hochschule für Musik Wien und wurde dann 1931 an der Universität Wien promoviert.
In der Folge war er als Professor für Religion, Musik und Italienisch (mit der Unterbrechung von 1938 bis 1945, in welcher Zeit er u. a. 1944 bis 1945 Novizenmeister in der Abtei Mariastein in der Schweiz war). Seit 1930 und mit Unterbrechung bis 1946 war er Adjunkt des Musikdirektors, 1945/46 Stiftsorganist, seit 1946 Regens Chori. Neben seiner Professorentätigkeit wurde er nach seiner Rückkehr ins Stift Kremsmünster auch Novizenmeister und Klerikerdirektor, Mitglied des Seniorenrates, Kustos der Stiftskirche, seit 1949 Subprior und von 1957 bis 1958 Pfarrprovisor von Kremsmünster.

## Veröffentlichungen (Auswahl)
- P. Benedikt Lechler. Ein Meister der Musik aus der Zeit des Dreißigjährigen Krieges. G P. Kremsmünster 1933, S. 1–16. 1934, S. 17–32.
- Liturgische Seelsorge. In: Wesentliche Seelsorge, Hg. von Xavier von Hornstein, Luzern 1945, S. 243–274.
- Vom Gebet- und Gesangbuch der Kremsmünsterer Studenten. In: 97. Jahresbericht des Obergymnasiums d. Benediktiner zu Kremsmünster (Kremsmünster 1954), S. 63–75.
- Das Grab des Abtes Friedrich von Aich (1274–1325). In: 98. Jahresbericht des Obergymnasiums d. Benediktiner zu Kremsmünster (Kremsmünster 1955) S. 61–68.
- Musikgeschichte des Stiftes Kremsmünster. Nach den Quellen dargestellt. Kassel u. Basel Bärenreiter 1956. 826 S.
- Stift Kremsmünster, Benediktinerabtei in Oberösterreich. München u. Zürich 1957. 15 S. (Kleine Kunstführer des Verlages Schnell & Steiner, Nr. 650.)
- Das Guntherhochgrab in der Stiftskirche zu Kremsmünster. In Alte u. moderne Kunst Jg. 2 (Wien 1957) H. 11, S. 10–12.
- Ein Mensuraltraktat aus der Zeit um 1400. Anzeiger der philosophisch-historischen Klasse d. Österreichischen Akademie der Wissenschaften Bd. 94 (Wien 1958) S. 72–85. (Mitteilungen d. Kommission für Musikforschung, Nr. 9.)
- Die Neugestaltung der Orgel und des Immakulata-Altares in der Stiftskirche von Kremsmünster. In: Oberösterreichische Heimatblätter Jg. 13 (1959) S. 285–288, ooegeschichte.at [PDF]
- Der Organist Anton Bruckner. In: Bruckner-Studien, Leopold Nowak zum 60. Geburtstag, Wien 1964, S. 61–65.
- Die Krippe der Stiftskirche in Kremsmünster. In: Oberösterreichische Heimatblätter Jg. 22 (1968), H. 3/4, S. 7–13, ooegeschichte.at [PDF]
- (Hrsg.): Ein Besuch in süddeutschen Abteien im Jahr 1779. In: Studien und Mitteilungen zur Geschichte des Benediktinerordens und seiner Zweige 81 (1970), S. 219–249.
- Profeßbuch des Stiftes Kremsmünster, Kremsmünster 1968. (Dazu sind Nachträge und eine Ergänzungsbroschüre, 1977 noch von A. K. selbst verfasst, erschienen)
- Beiträge zur Musikgeschichte des Stiftes Kremsmünster. Auszüge aus den Kalendernotizen des P. Beda Plank 1804–1830. In: Mitteilungen des Oberösterreichischen Landesarchivs Jg. 11, Linz 1974.

## Kompositionen (Auswahl, zusammengestellt von Alfons Mandorfer)
Geistlich
- Messe in c-Moll für 4 Stimmen, Str. u. Orgel (1919)
- Requiem in D-Dur (1927)
- Missa in honorem Sancti Agapiti (1934)
- Missa Sancti Benedicti
- Missa super „Ecce lignum crucis“ (1953)
- Missa Alme Pater (1954)

Weltlich
- Mein Stüberl, Mei herzliebs Schatzerl (für Spr.-/Sgst. u. Kl.), Kremsmünster (Scherzlied für Sgst. u. Kl.) Österreich (Hymne für Chor a cappella)